# Aleksejs Saramotins
Aleksejs Saramotins (* 8. April 1982 in Riga) ist ein ehemaliger lettischer Radrennfahrer.

## Sportliche Laufbahn
Seine Karriere als Radprofi begann Saramotins 2005 beim lettischen UCI Continental Team Rietumu Banka. Im selben Jahr wurde er erstmals lettischer Meister im Straßenrennen, bis zum Ende seiner Karriere konnte er diesen Titel noch weitere sechs Male erringen. 2017 wurde er erstmals auch Meister im Einzelzeitfahren.
Seinen ersten internationalen Erfolg erzielte Saramotins in der Saison 2007 mit einem Etappenerfolg bei der Kroatien-Rundfahrt. 2008 folgte das erfolgreichstes Jahr mit fünf Siegen: eine Etappe des Circuit des Ardennes, der SEB Tartu Grand Prix, das Scandinavian Road Race, eine Etappe der Slowakei-Rundfahrt sowie die Gesamtwertung der Lombardia Tour. Auch nach einem Teamwechsel war er in der Saison 2009 viermal erfolgreich.
2010 wurde Saramotins Mitglied im Team HTC-Columbia. Neben dem Gewinn beim Grand Prix d’Isbergues nahm er mit der Vuelta a España  erstmals an einer Grand Tour teil. Im Anschluss fuhr er 2011 und 2012 für Cofidis, le Crédit en Ligne, blieb aber international ohne zählbare Erfolge. 2012 startete Alekjejs Saramotins im Straßenrennen der Olympischen Sommerspiele in London und belegte Platz 56.
Von 2013 bis 2016 war Saramotins vier Jahre lang Mitglied im Team IAM Cycling. Mit dem Gewinn der Tour du Doubs 2013 und einer Etappe der Burgos-Rundfahrt 2014 gelangen ihm noch zwei weitere internationale Erfolge. 2016 nahm er erneut an den Olympischen Sommerspielen im Straßenrennen teil und belegte den 46. Platz. 
Für 2017 und 2018 unterschrieb Saramotins einen Vertrag bei Bora-hansgrohe, zählbare Erfolge auf internationaler Ebene gelangen ihm nicht mehr. 2019 fuhr er noch ein Jahr für das japanische Continental Team Interpro Cycling Academy, nach der Saison beendete er im Alter von 37 Jahren seine Karriere als Radrennfahrer.

## Erfolge
2005
- Lettischer Meister – Straßenrennen

2006
- Lettischer Meister – Straßenrennen

2007
- Lettischer Meister – Straßenrennen
- eine Etappe Kroatien-Rundfahrt

2008
- eine Etappe Circuit des Ardennes
- SEB Tartu Grand Prix
- Scandinavian Road Race
- eine Etappe Slowakei-Rundfahrt
- Lombardia Tour

2009
- Prix de Lillers
- eine Etappe Ronde de l’Oise
- Druivenkoers
- Sparkassen Münsterland GIRO

2010
- Lettischer Meister – Straßenrennen
- Grand Prix d’Isbergues

2012
- Lettischer Meister – Straßenrennen

2013
- Lettischer Meister – Straßenrennen
- Tour du Doubs

2014
- eine Etappe Burgos-Rundfahrt

2015
- Lettischer Meister – Straßenrennen

2016
- Lettische Straßen-Meisterschaft – Einzelzeitfahren

2017
- Lettischer Meister – Einzelzeitfahren

2018
- Mannschaftszeitfahren Czech Cycling Tour

## Grand-Tour-Platzierungen
| Grand Tour            | 2011 | 2012 | 2013 | 2014 | 2015 |
| --------------------- | ---- | ---- | ---- | ---- | ---- |
| Giro d’ItaliaGiro     | –    | –    | –    | –    | 161  |
| Tour de FranceTour    | –    | –    | –    | –    | –    |
| Vuelta a EspañaVuelta | 166  | –    | –    | DNF  | –    |